# フランシスコ・メディーナ・ルナ
ピティ (Piti) ことフランシスコ・メディーナ・ルナ（Francisco Medina Luna、1981年5月26日 - ）は、スペイン・レウス出身の元サッカー選手。現役時代のポジションはフォワード。

## 経歴
23歳まではアマチュアのカテゴリーでプレーしていた。2003-04シーズンにはテルセーラ・ディビシオン（4部相当）のCFレウス・デポルティウで23得点を挙げ、2004年にレアル・サラゴサと契約したが、主にBチームに登録され、トップチームでの出場は3試合計37分間出場にとどまった。2005-06シーズンはセグンダ・ディビシオン（2部）のシウダ・デ・ムルシアにレンタル移籍し、2006年夏、セグンダのエルクレスCFに完全移籍した。2007年1月にはセグンダ・ディビシオンB（3部相当）のラージョ・バジェカーノにレンタル移籍した。エルクレスに復帰した2007-08シーズン前半戦にはめったに起用されることがなく（6試合計120分間出場）、2007年末にラージョに完全移籍した。シーズン後半戦に21試合に出場して7得点し、ラージョのセグンダ昇格に貢献した。2008-09シーズンも攻撃のキーマンであった。2010-11シーズンにはアルゼンチン人のオスカル・トレホと並んでチーム2位の9得点を挙げ、ラージョは8シーズンぶりのプリメーラ・ディビシオン（1部）昇格を決めた。

## 所属クラブ
- ノヴェルダCF 2001-2002
- UEタレガ 2002-2003
- CFレウス・デポルティウ 2003-2004
- レアル・サラゴサB 2004-2005
- レアル・サラゴサ 2005-2006
  -  シウダー・デ・ムルシア 2005-2006 (loan)
- エルクレスCF 2006-2007
  -  ラージョ・バジェカーノ 2007 (loan)
- ラージョ・バジェカーノ 2007-2013
- グラナダCF 2013-2016
- ラージョ・バジェカーノ 2016
- AELリマソール 2017
- PASラミア1964 2017-2018
- AEL 1964 2018-2019
- PASラミア1964 2019
- ジャムシェードプルFC 2019-2020
- CAピント 2020
- PASラミア1964 2021